# Nike Oshinowo
Nike Oshinowo (tên khai sinh Adenike Asabi Oshinowo, năm 1966), tên khác là Nike Oshinowo-Soleye  là dẫn chương trình truyền hình ở Nigeria, nữ doanh nhân, cựu giám đốc cuộc thi sắc đẹp.

## Tiểu sử
Oshinowo sinh ở Ibadan, thủ phủ bang Oyo, Nigeria và học tập tại một trường nội trú ở Anh. Ban đầu bà có ý định trở thành một nữ tiếp viên hàng không hoặc một bác sĩ, nhưng sau đó bà đã học môn chính trị tại trường Đại học Essex. Không lâu sau khi có tấm bằng đại học, bà được cựu Hoa hậu Nigeria Helen Perst-Davies cố vấn làm đại diện cho bang Rivers tham gia cuộc thi sắc đẹp Cô gái Đẹp nhất Nigeria (Most Beautiful Girl in Nigeria) và trở thành người đầu tiên đại diện dân tộc Yorùbá đăng quang (năm 1990) Với tư cách "Cô gái đẹp nhất Nigeria", bà đã gây nên sự tranh cãi từ phía các nhà báo và nhà báo khi đưa tin về sự kiện này. Họ cho rằng cuộc thi đã được tổ chức theo hướng thiên vị cho cô. Trong cuộc phỏng vấn với tạp chí, bà đã cố gắng dẹp tan tin đồn bằng cách tuyên bố rằng Perst-Davies không dính lứu gì tới chiến thắng của bà.

## Sự nghiệp
Oshinowo tham gia Hoa hậu Thế giới, nhờ đó bà xuất hiện trong quảng cáo mỹ phẩm Venus. Bà ra mắt chương trình thời trang và làm đẹp trên truyền hình Nigeria. Bà làm tại khu spa Skin Deep, một khu spa chăm sóc sức khỏe và sắc đẹp. Sau khi khu spa bị chuyển nhượng, bà quyết định sáng lập dòng sản phẩm làm đẹp bao gồm nước hoa, sản phẩm chăm sóc da và chăm sóc tóc mang nhãn hiệu riêng của mình. Ngày 17 tháng 1 năm 2010, bà đã phát hành video tập luyện thương hiệu Nike Oshinowo: Fit, Forty and Fabious. Đây là đĩa DVD tập thể dục nổi tiếng đầu tiên được sản xuất tại Nigeria.
Năm 2010, sau nỗ lực kéo dài 6 năm, Oshinowo đã mua nhượng quyền cuộc thi Hoa hậu Nigeria từ cựu nhà tổ chức Daily Times, và trở thành giám đốc điều hành cuộc thi cho đến năm 2012.
Vào năm 2014, Oshinowo đã ra mắt chương trình "Trò chuyện đêm khuya cùng với Nike Oshinowo" trên kênh AIT.

## Đời tư
Oshinowo thông thạo 5 thứ tiếng, bao gồm tiếng Nhật, và tiếng Pháp. Năm 2006, bà lấy bác sĩ Tunde Soleye nhưng đã ly hôn. Năm 2013, bà kể về cuộc đấu tranh của mình với chứng lạc nội mạc tử cung vốn đã gây khó khăn cho bà vào năm 13 tuổi và ở tuổi 47, bà trở thành mẹ của một cặp song sinh nhờ mang thai hộ ở Mỹ.